# Lista foștilor membri ai Camerei Reprezentanților Statelor Unite ale Americii: U
Această este o listă a foștilor membri ai Camerei Reprezentanților Statelor Unite ale Americii al căror nume de familie începe cu litera U.
| Reprezentant          | Ani                             | Stat           | Partid              |
| --------------------- | ------------------------------- | -------------- | ------------------- |
| Mo Udall              | 1961-1991                       | Arizona        | Democrat            |
| Stewart Udall         | 1955-1961                       | Arizona        | Democrat            |
| Daniel Udree          | 1813-1815, 1820-1821, 1822-1825 | Pennsylvania   | Democrat-Republican |
| Al Ullman             | 1957-1981                       | Oregon         | Democrat            |
| William B. Umstead    | 1933-1939                       | North Carolina | Democrat            |
| Charles L. Underhill  | 1921-1933                       | Massachusetts  | Republican          |
| Edwin S. Underhill    | 1911-1915                       | New York       | Democrat            |
| John Q. Underhill     | 1899-1901                       | New York       | Democrat            |
| Walter Underhill      | 1849-1851                       | New York       | Whig                |
| John W. H. Underwood  | 1859-1861                       | Georgia        | Democrat            |
| Joseph R. Underwood   | 1835-1843                       | Kentucky       | Whig                |
| Mell G. Underwood     | 1923-1936                       | Ohio           | Democrat            |
| Oscar Underwood       | 1895-1896, 1897-1915            | Alabama        | Democrat            |
| Thomas R. Underwood   | 1949-1951                       | Kentucky       | Democrat            |
| Warner L. Underwood   | 1855-1859                       | Kentucky       | American            |
| Jolene Unsoeld        | 1989-1995                       | Washington     | Democrat            |
| Jonathan T. Updegraff | 1879-1882                       | Ohio           | Republican          |
| Thomas Updegraff      | 1879-1883, 1893-1899            | Iowa           | Republican          |
| Ralph E. Updike       | 1925-1929                       | Indiana        | Republican          |
| Charles W. Upham      | 1853-1855                       | Massachusetts  | Whig                |
| George B. Upham       | 1801-1803                       | New Hampshire  | Federalist          |
| Jabez Upham           | 1807-1810                       | Massachusetts  | Federalist          |
| Nathaniel Upham       | 1817-1823                       | New Hampshire  | Democrat-Republican |
| William D. Upshaw     | 1919-1927                       | Georgia        | Democrat            |
| Charles Upson         | 1863-1869                       | Michigan       | Republican          |
| Christopher C. Upson  | 1879-1883                       | Texas          | Democrat            |
| William H. Upson      | 1869-1873                       | Ohio           | Republican          |
| Charles H. Upton      | 1861-1862                       | Virginia       | Unionist            |
| Milton Urner          | 1879-1883                       | Maryland       | Republican          |
| James B. Utt          | 1953-1970                       | California     | Republican          |
| George H. Utter       | 1911-1912                       | Rhode Island   | Republican          |
| Hubert Utterback      | 1935-1937                       | Iowa           | Democrat            |
| John G. Utterback     | 1933-1935                       | Maine          | Democrat            |